# Chibiny
Chibiny (rusky Хибины, v sámštině znamená hory) jsou pohoří v Murmanské oblasti na poloostrově Kola v Rusku, rozlohou největší a také nejvyšší (do 1191 m) v oblasti. Na západě jsou Chibiny ohraničeny jezerem Imandra, na východě Umbozerem, na severu a jihu bažinatými rovinami. Mají kruhový tvar s průměrem 30 km.

## Geologie a geografie
Chibiny jsou intruzivním masiv, tvořený nefelinovými syenity. Stejného stáří jsou bohatá ložiska apatito-nefelinových minerálů (Kukisvumčorr, Jukspor, Rasvumčorr). Vrcholy mají charakter planiny, svahy jsou prudké, pokryté sněhovými poli a ledovci s nebezpečnými lavinovými místy.

### Podzemní jaderné výbuchy
Během těžby apatitových a nefelínových rud byly v jednom z hlubinných dolů v letech 1972 a 1984 pokusně provedeny podzemní jaderné výbuchy za účelem efektivnějšího odstřelu těžené suroviny.

## Příroda
Převládají horské tundry. Nižší polohy svahů pokrývá řídká březová lesotundra s příměsí smrků a borovic. V údolí říčky Vudjavrjok mezi horami Vudjavrčorr (1068 m n. m.) a Kukis (885 m n. m.) se nachází polární alpská botanická zahrada (Полярно-альпийский ботанический сад-институт им. Н. А. Аврорина КНЦ РАН РФ).

## Horolezectví
V pohoří Chibiny je kolem 40 výstupových cest, od méně náročných až po značně obtížné.